# Досжанова, Аккагаз
Досжанова Аккагаз (25 мая 1893, аул № 3, Буртинская волость Актюбинского уезда Тургайской области — 21 января 1932, Шымкент) — научная исследовательница, общественная деятельница, была разведчицей войск западной Алаш Орды, одна из первых казахских женщин-врачей.

## Биография
В 1914 окончила Оренбургскую женскую гимназию, в том же году была принята на медицинские курсы в городе Москве. Делегат Всероссийского съезда мусульман (1—8 мая 1917). Во время первой мировой в качестве санитара помогала раненным в районах приграничных с Польшей. В 1920 году поступила в Томский медицинский институт. В 1922 году окончила медицинский факультет Среднеазиатского государственного университета (Ташкент). Во время учёбы работала врачом-ординатором.
18 декабря 1922 года газета «Правда» писала о Досжановой:

Совнарком Туркестанской республики постановил выдать премию в 100 000 р. и оборудовать за свой счет кабинет женщине-врачу — киргизке Досжановой, окончившей осенью этого года медфакультет Туркестанской республики, получившей высшее образование.
Помимо врачебной практики, Досжанова занималась также организационной и педагогической работой. Принимала участие в расселении эвакуированных голодающих Поволжья в районах Средней Азии. Сочинения Досжановой по медицине были напечатаны в изданиях «Әйел теңдігі», «Абай», «Жас азамат». В 1930—1931 годах работала врачом-гинекологом в больнице № 1 города Алматы. В 1932 году умерла от туберкулёза лёгких. Она прожила всего 39 лет.